# FIRA Women's European Championship División B 2012
El FIRA Women's European Championship División B de 2012 fue la octava edición del torneo femenino de rugby.

## Equipos participantes
- Selección femenina de rugby de Finlandia
- Selección femenina de rugby de Países Bajos
- Selección femenina de rugby de Rusia
- Selección femenina de rugby de Suecia

## Desarrollo

### Semifinales
| 3 de mayo | Suecia | 67 - 0 | Rusia |  |  |

| 3 de mayo | Países Bajos | 105 - 0 | Finlandia |  |  |

### Tercer puesto
| 7 de mayo | Rusia | 45 - 17 | Finlandia |  |  |

### Final
| 7 de mayo | Suecia | 10 - 3 | Países Bajos |  |  |